# كريس ستيوارت
كريس ستيوارت (بالإنجليزية: Chris Stewart) (و. 1960  م) هو سياسي، وشخصية أعمال، ومؤرخ، ومؤلف، وكاتب، وروائي، والمدير التنفيذي للاعمال أمريكي، ولد في لوغان، هو عضوٌ الحزب الجمهوري.

## مناصب
تولى منصب عضو مجلس النواب الأمريكي (3 يناير 2017–3 يناير 2019)
- عضو مجلس النواب الأمريكي (6 يناير 2015–3 يناير 2017)[4]
- عضو مجلس النواب الأمريكي (3 يناير 2013–3 يناير 2015)[4]
- عضو مجلس النواب الأمريكي.

## التعليم
تعلم في جامعة ولاية يوتا، وتحصل منها على بكالوريوس العلوم (حتى 1984)، وSky View High School ‏ (حتى 1978).

## الخدمة العسكرية
خدم في القوات الجوية الأمريكية (1984–1998).